# Bracia Muzułmańscy w Jordanii
Bracia Muzułmańscy w Jordanii – islamistyczna organizacja społeczno-polityczna działająca w Jordanii od 1946.

## Historia
Organizacja Braci Muzułmańskich zaczęła działać w Jordanii krótko po uzyskaniu niepodległości przez ten kraj. Była legalnie zarejestrowana jako organizacja dobroczynna. W 1953 otrzymała status „ogólnego komitetu”, który zezwalał jej na publiczną aktywność polityczną. Rozwijała się jako jeden z nurtów opozycyjnych względem polityki króla Abd Allaha I. W 1955 Bracia Muzułmańscy, wspólnie z jordańskim oddziałem partii Baas i innymi partiami, organizowali manifestacje przeciwko przystąpieniu Jordanii do paktu bagdadzkiego. Protesty te zakończyły się powodzeniem; młody król Husajn wycofał się z planów dołączenia do paktu, a rząd Hazzy al-Madżalego upadł. Niechętna królowi opozycja odniosła sukces w przedterminowych wyborach parlamentarnych w 1956; Bracia Muzułmańscy zdobyli wówczas cztery mandaty. Ostatecznie jednak w kryzysie politycznym, do którego doszło w Jordanii w tym roku, Bracia stanęli po stronie króla przeciw lewicowej, socjalistycznej opozycji. Organizacja sprzeciwiła się żądaniom lewicy, która domagała się unii z naserowskim Egiptem, a także z Syrią i wystąpiła przeciw planom strajku generalnego, do którego wezwali socjaliści. W Jerychu i Nablusie doszło do starć ulicznych między zwolennikami Braci i zwolennikami lewicy. Ostatecznie w 1957 król Husajn zakończył kryzys, wprowadzając w kraju stan wyjątkowy i aresztując kilkuset działaczy opozycji. Wszystkie partie zostały zdelegalizowane, jednak Bracia mogli de facto kontynuować działalność jako organizacja społeczna. Poparcie, jakiego udzielili monarchii w momencie kryzysu sprawiło, że król Husajn pozwolił im na uzyskanie szerokich wpływów w państwowych instytucjach finansowych i oświatowych, zwłaszcza w Ministerstwie Edukacji.
W kolejnych wyborach, które miały miejsce w Jordanii dopiero w 1984, Bracia Muzułmańscy zdobyli dwa mandaty. Jeszcze większy sukces odnieśli w wyborach w 1989. Uzyskali wówczas 20 mandatów, a czternastu kolejnych kandydatów było sympatykami głoszonej przez nich ideologii. Zarówno przedstawiciele Braci, jak i trzech islamistycznych deputowanych nie należących do organizacji weszli do nowego rządu Mudara Badrana. Braciom powierzono teki edukacji oraz zdrowia. Postawa fundamentalistycznych ministrów doprowadziła jednak do utraty poparcia przez organizację. Niektóre podejmowane przez nich kroki, jak wprowadzona przez ministra edukacji możliwość niewysyłania dziewcząt na szkolne zajęcia sportowe, społeczeństwo odebrało jako przesadnie dogmatyczne. Rząd Badrana upadł po sześciu miesiącach urzędowania. Mimo utraty części popularności na początku lat 90. XX wieku Bracia Muzułmańscy byli niewątpliwie najpopularniejszą organizacją społeczno-polityczną w Jordanii; w kraju nie działały zarówno silne formacje centrowe, jak i lewicowe. W związku z ordynacją wyborczą wprowadzoną w Jordanii przed pierwszymi od 1956 wielopartyjnymi wyborami parlamentarnymi, która zezwalała na start kandydatom popartym przez partie, a nie przez stowarzyszenia i organizacje społeczne, Bracia Muzułmańscy utworzyli partię Islamski Front Działań. W silnie podzielonym parlamencie wyłonionym w wyborach w 1993 zdobyła ona jedynie szesnaście mandatów.
Od 1989 zmieniły się relacje Braci Muzułmańskich z jordańską monarchią. Organizacja zaczęła poddawać krytyce działania dworu. W 1994 potępiła zawarcie traktatu pokojowego z Izraelem, który w jej ocenie był zdradą czterdziestoletnich relacji jordańsko-palestyńskich. Na tak surową ocenę wpływ miał fakt, iż znacząca część aktywistów Bractwa ma palestyńskie pochodzenie. W celu przeciwstawienia się traktatowi islamiści podjęli krótkotrwałą współpracę z jordańską lewicą panarabską. Zorganizowane przez nich demonstracje przeciwko traktatowi zebrały jednak tylko ok. 5 tys. osób.
W wyborach parlamentarnych w 2003 Islamski Front Działań wprowadził do Izby Deputowanych dwunastu przedstawicieli, zaś cztery lata później – dziesięciu. Trzy lata później Islamski Front Działań zbojkotował przedterminowe wybory parlamentarne, protestując przeciwko ordynacji wyborczej. Mimo bojkotu w wyborach wzięło udział siedmiu kandydatów związanych z organizacją, z czego tylko jeden, Ahmad Kuda, uzyskał mandat. Partia nie wzięła udziału również w kolejnych wyborach parlamentarnych w 2013, również uzasadniając swoją decyzję niekorzystną ordynacją wyborczą. W wymienionym roku jordańska organizacja Braci Muzułmańskich była słaba, jak nigdy do tej pory. Pod koniec r. 2015 z Bractwa wystąpiło ponad 400 działaczy. W latach 2014–2015 w organizacji doszło do licznych sporów wewnętrznych i kilku rozłamów. W roku następnym jordańskie służby bezpieczeństwa opieczętowały siedzibę Braci w Ammanie. W 2016 później Front startował w wyborach parlamentarnych w ramach Narodowej Koalicji na rzecz Reformy wspólnie z politykami społeczności jordańskich chrześcijan, liderami plemion i nacjonalistami. Kandydaci wystawieni przez Braci Muzułmańskich zdobyli 10 miejsc w parlamencie.

## Program
Ideologia jordańskich Braci Muzułmańskich określana jest jako umiarkowana. Od 1989 organizacja konsekwentnie opowiada się za demokratycznym ustrojem państwowym, w 1991 podpisała Jordańską Kartę Narodową. Równocześnie Bracia głoszą konserwatywne poglądy w kwestiach obyczajowych, domagając się segregacji płciowej w szkołach i na uczelniach, nałożenia na kobiety obowiązku nakrywania głowy i zamknięcia klubów nocnych oraz sklepów z alkoholem. Organizacja zaprzecza, jakoby miała jakiekolwiek związki z organizacjami terrorystycznymi, chociaż według niektórych źródeł jej relacje z Hamasem nie są do końca wyjaśnione. Bractwo nigdy nie dokonywało natomiast aktów ekstremizmu na terenie Jordanii.